# ساباط صداقت
ساباط صداقت مربوط به دوره افشار است و در اردکان، محله میدان سنگ واقع شده و این اثر در تاریخ ۱۸ اسفند ۱۳۸۷ با شمارهٔ ثبت ۲۵۳۵۲ به‌عنوان یکی از آثار ملی ایران به ثبت رسیده است.